# Артър Селдън
Артър Селдън (на английски: Arthur Seldon) е английски икономист и политик.

## Биография
Роден е на 29 май 1916 година в Лондон в еврейско семейство, но родителите му умират малко по-късно при епидемията на испанския грип. Завършва икономика в Лондонското училище по икономика и политически науки, като от ранна възраст проявява интерес към класическия либерализъм и Австрийската икономическа школа. Участва активно в дейността на Либералната партия, а през 1955 година е един от двамата основатели на Института по икономически въпроси, където в продължение на три десетилетия отговаря за академичната дейност.
Почетен доктор на Бъкингамския университет (1999).
Артър Селдън умира на 11 октомври 2005 година.